# Competência social

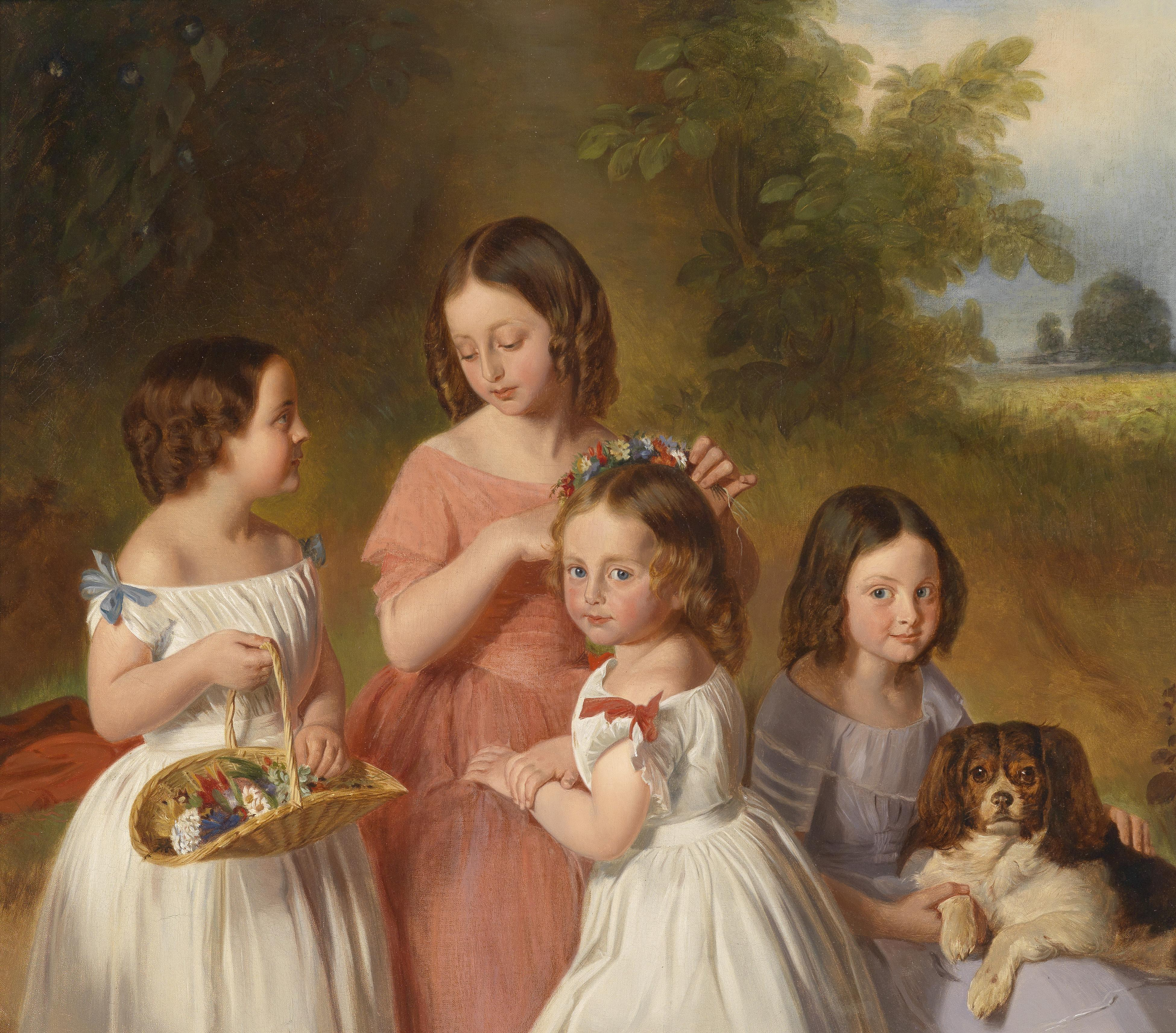
Competência social

Competência social designa, grosso modo, em psicologia, a habilidade da pessoa no contato social.

## Definição
Na psicologia do senso comum, a competência social é um conceito claro, dizendo-se, comummente, que é o "jeito de lidar com as pessoas" de alguém.
A inteligência não é a competência social, cuja definição científica é difícil, porque o seu conceito é heterogéneo.
Com efeito, a primeira inclui dois grupos de capacidades distintas: a capacidade de se impor em situações sociais, ou seja, de defender os próprios interesses; e a capacidade de construir relacionamentos, ou seja, de os iniciar e manter de forma positiva.
De igual modo, a segunda inclui dois aspetos: a sensibilidade social, isto é, a capacidade de se colocar no lugar de outrem; e a habilidade social, ou seja, a capacidade de lidar com situações sociais distintas .
Em todo o caso, um agente socialmente competente é capaz de defender os seus interesses sem menosprezar os dos outros.

## Verificação empírica
A pesquisa empírica interessou-se por ambos os tipos. 
Contudo, a sensibilidade social foi mais difícil de medir. Por um lado, testes diferentes produziram resultados diferentes e, por outro, o conceito, assim medido, teve uma correlação muito alta com a inteligência - ou seja, a "sensibilidade social", assim definida, seria o mesmo que "inteligência". Tal poder-se-ia dever à heterogeneidade deste traço de personalidade, por ser formado por uma série de outros; e à diversidade de papéis que estes representam em situações sociais diversas.
Além disso, para medir a habilidade social, desenvolveram-se três tipos de testes:
- a resolução de problemas sociais hipotéticos (onde se perguntaria "O que faria, se estivesse em tal situação?");
- a autoavaliação das capacidades sociais;
- a observação de comportamentos reais, quer em laboratório, quer em situações reais.

No primeiro, não se definiu claramente o objeto de estudo, sendo que os problemas dados foram os mesmos que foram usados nos testes de sensibilidade social. Conclui-se que aquele seria um conceito heterogêneo que variaria de situação para situação.
No segundo, obteve-se algum êxito: os questionários ICQ (Interpersonal Competence Questionaire, Buhrmester et al. 1988) e a escala de Paulhus e Martin (1988) para a medição da "flexibilidade social" (ou seja, a capacidade de o indivíduo adaptar seu comportamento à situação) puderam medir de forma estável e independente a inteligência. No entanto, trata-se, em ambos os casos, de autoavaliações, que poderão não corresponder ao comportamento real.
No terceiro, obteve-se mais frutos.
Primeiro, a pesquisa desenvolvida sobretudo nas décadas de 70 e 80 do século XX reuniu um conjunto de "situações-padrão", onde se observou o comportamento individual. Baseando-se nela, desenvolveram-se diferentes tipos de treinamentos de competência social para auxiliar pessoas com dificuldades. Porém, tais situações são muito simples, de forma que podem ajudar uma pessoa com uma competência social muito baixa a atingir um nível médio, mas não mais.
Segundo, surgiram os assesment-centers, um método para a seleção de pessoal em que os candidatos todos são reunidos numa casa de convenções para trabalharem juntos em atividades diferentes, tais como discussões, apresentações de temas e pequenas encenações de determinadas tarefas. O objetivo é, com base na observação do comportamento dos candidatos, escolher o(s) candidato(s) mais apto(s) para a vaga disponível.
Em suma, apesar da sua grande relevância prática, a pesquisa sobre a competência social ainda está numa fase de desenvolvimento muito aquém daquela atingida em outras áreas, como a inteligência.